# علم الأحافير الدقيقة

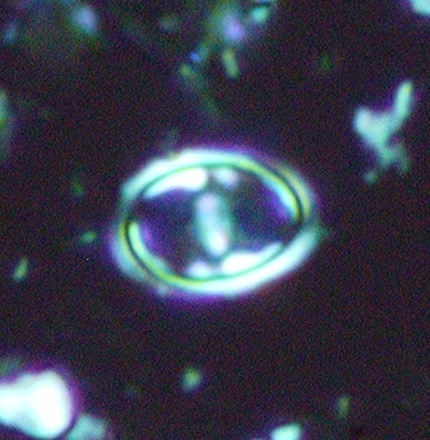
زيوغرابدوتوس

علم الأحياء الدقيقة (بالإنجليزية: Micropaleontology) هو أحد فروع علم الأحياء القديمة والذي يهتم بدراسة المستحاثات الدقيقة، أو المستحاثات التي تتطلب استخدام المجهر لرؤية الكائن وتكوينه وتفاصيله المميزة.

## المستحاثات الدقيقة
المستحاثات الدقيقة هي المستحاثات التي يتراوح حجمها بين 0.001 ملم وبين 1 ملم، والتي تتطلب دراستها استخدام المجهر الضوئي أو المجهر الإلكتروني. يمكن الإشارة إلى المستحاثات التي تُدرس باستخدام العين المجردة أو التكبير منخفض القوة (مثل العدسة المكبرة) باسم المستحاثات الكبيرة.
على سبيل المثال، بعض الكائنات الساكنة في مستعمرات مثل الحيوانات الحزازية تعيش في مستعمرات كبيرة نسبيا، ولكنها مصنفة طبقا للتفاصيل الهيكلية الدقيقة للأفراد الدقيقة الساكنة للمستعمرة.
في مثال آخر، العديد من مستحاثات جنس المنخربات وهي كائنات وحيدة الخلية، معروفة بصدفتها الكبيرة بحجم العملة المعدنية مثل جنس النيموليت.
الأحافير الدقيقة هي صفة شائعة في المقياس الزمني الجيولوجي من عصر ما قبل الكامبري إلى العصر الهولوسيني. تنتشر الأحافير الدقيقة بكثرة في رواسب بيئات المحيطات، ولكنها شائعة أيضا في المياه الراكدة والمياه العذبة وترسبات الصخور الرسوبية الأرضية. في حين نجد كل ممالك الحياة ممثلة في سجل الأحافير الدقيقة، إلا أن الصور الأكثر انتشارا هي هياكل الطلائعيات أو حويصلات من السوطيات الدوارة وأميبيات الحركة، مع حبوب اللقاح والبوغ من النباتات الوعائية.
في 2017، أُعلن اكتشاف ميكروبات متحجرة أو أحافير دقيقة في ترسيبات منفس مائي حراري في حزام نوفاغيتوك في كيبك، كندا والذي يرجع إلى 4.28 مليار سنة كأقدم أشكال الحياة المعروفة، مما يفترض «بزوغا شبه فوري للحياة» بعد فترة ليست طويلة من تشكل كوكب الأرض منذ 4.54 مليار سنة مضت. إلا ان الحياة قد تكون قد بدأت قبل ذلك، منذ 4.5 مليار سنة مضت كما يدعي بعض الباحثين.

## مجالات الدراسة
يمكن تقسيم علم الأحافير الدقيقة إلى أربعة مجالات دراسية بناء على تكوين الأحافير الدقيقة: (أ) كالسية كما في المنخربات، (ب) فوسفاتية كما في دراسة الفقاريات، (ج) سيليكاتية كما في الدياتوم والشعوعيات، (د) عضوية كما في حبوب اللقاح والبوغ ودراستها في علم الطلع.
يعكس التصنيف فروقات في التكوين المعدني والكيميائي لبقايا الأحافير الدقيقة (وبالتالي في طرق اكتشاف الأحافير) بدلا من أي تقسيم تصنيفي أو بيئي. يُعرف معظم علماء هذا المجال باسم علماء الأحافير الدقيقة ويكونون متخصصين في مجموعة تصنيفية أو أكثر.

### الأحافير الدقيقة الكالسية
تشمل الأحافير الدقيقة الكالسية (كربونات الكالسيوم) المنخربات والصدفيات والكوكولثيات والحويصلات السوطية الكالسية.

### الأحافير الدقيقة الفوسفاتية
تشمل الأحافير الدقيقة الفوسفاتية مخروطيات الأسنان (وهي هياكل فموية صغيرة في مجموعة حبلية منقرضة)، وأسنان أسماك القرش والعمود الفقري الخاص بها، وبقايا الأسماك الأخرى.

### الأحافير الدقيقة السليكاتية
تشمل الأحافير الدقيقة السليكاتية الدياتوم والشعوعيات والأشواك الإسفنجية والسوطيات السليكاتية.

### الأحافير الدقيقة العضوية
يُطلق على دراسة الأحافير الدقيقة العضوية اسم علم الطلع. تشمل الأحافير الدقيقة العضوية كلا من حبوب اللقاح والبوغ والحويصلات السوطية وبقايا الفطريات.

## الأساليب
يتم تجميع الرواسب والعينات الصخرية سواء من القوالب أو من النتوءات الصخرية، ويتم استخراج الأحافير الدقيقة الموجودة بها بعدة طرق ووسائل معملية فيزيائية وكيميائية مثل الغربلة والفصل بالكثافة من خلال الطرد أو في السوائل الثقيلة، والهضم الكيميائي للأجزاء غير المرغوب فيها. بعد ذلك توضع العينة المركزة الناتجة من الأحافير الدقيقة على شريحة زجاجية للفحص غالبا تحت المجهر الضوئي. تسمح الأعداد الكبيرة من الأحافير الدقيقة التي توفرها العينة الرسوبية الصغيرة بتوفير بيانات إحصائية دقيقة يمكن خضوعها لمزيد من التحليل. تتضمن الأحفورة الدقيقة الواحدة فحص عدة مئات من النماذج في كل عينة.

## تطبيقات علم الأحافير الدقيقة
لعلم الأحافير الدقيقة أهمية خاصة في دراسة الطبقات الحيوية. لأن الأحافير الدقيقة عادة ما تكون متوفرة ومنتشرة بكثرة كما أنها تظهر وتختفي سريعا من السجلات الاستراتجرافية (طبقات الصخور)، فإنها توفر مؤشرا أحفوريا مثاليا من منظور استراتجرافي حيوي. أيضا توفر سمات السابحات والعوالق التي تتميز بها بعض الأحافير الدقيقة ميزة إضافية تجعلها تظهر في عدد كبير من السحنات، بالإضافة إلى امتلاكها انتشارا شبه عالمي، مما يجعل التقييم الاستراتجرافي الحيوي حتى أكثر قوة وفعالية. توفر الأحافير الدقيقة –خاصة من الترسبات في قيعان المحيطات- بعضا من أهم سجلات التغيرات البيئة العالمية على المدى الطويل والمتوسط والقصير.